# 背景
背景（）は、絵画や写真などの主題以外の物を指す用語であり、転じて漫画などの背景を描く人や周囲の状況、物事の裏に隠れた事情などをさす。語源は背の景（）、つまり後ろに見えるもの。
特に絵画、中でも静物画や人物画の場合は主題の状況や位置を示し、印象をいっそう増す効果があるので非常に重要視される。

## 舞台芸術における背景
舞台芸術において背景とは周囲の風景や空を表す書割などの舞台装置のことで、西洋ではルネサンス期から、日本でも歌舞伎の盛況により江戸時代以降徐々に発達した。

## 背景画
人物等の背景にある絵。演劇、映画、テレビドラマなどのセットの一部として用いられたり、アニメのセル画でよく使われる。
風景を描いた板を背景にスタジオ撮影する場合があり、この場合の背景画は書き割りと呼ぶ。背景をスクリーンにし、別に撮影した動画を映写する場合はリアプロジェクションである。比喩的に予め役割が決められた駒のような人間像をも書き割りと呼ぶことがある。

### 技法
グラデーション
グラデーションとは、ふたつの色を掛け合わせ色の境目が目立たないように着彩する（2色間の色味を徐々に変化させる）ことであり、主に空気遠近法や材質感を表現するための技法である。
はがし
自然な石・岩・崖・地面・ブロック・レンガなど、表面のザラザラ感・ゴツゴツ感・起伏感の様な質感を付けた背景画を描写する場合にはこのはがしという効果を使って表現する。
地塗りの際、画用紙が濡れている間に、凸凹のある画用紙などを押し付け、絵の具を剥がし取り質感を表現する。絵の具の濡れ方や押し付け方によって、大小様々な質感を作り出すことが出来る。

### 背景例
城壁・レンガの壁
同じような形が連続する城壁の石やレンガの壁などは、単調にならないように強弱をつけ、リズム感を持たせて描くようにする。石やレンガは、茶色と決めつけず黄色っぽさ・赤味・影の紫系から青味と、幅広く表現することがポイントである。
また、石の表現や石組みの隙間（目地）の変化のある描き方を心掛けなくてはならない。縦横・単調な区切りではなく、凸凹のある石と石によって出来上がっている隙間に、十分気をつけて表現することが大切である。
メカニック背景
アニメーション背景におけるメカニック的・SF的描写の基盤は「光沢感のある金属質」の表現となる。この表現をグラデーション・刷毛・メカ線を巧みに使用して背景画を仕上げていく。
光や室内灯が、金属製の壁に反射している様子を「グラデーション」の効果を使用して金属の質感と光沢感を強調、表現していく。また、描き込み作業ではパースに添ってメカ線を描きこむことになるが、その際メカ線が単調にならないようにすることが大切である。単調なメカ線だと変化が弱い平面的な背景になってしまうので、メカ線の創意工夫が必要となる。

### 分類
イメージ背景
イメージ背景とは、キャラクターがいる場所の背景ではなく心象を表現する背景画である（回想シーンなどでも使用される）。
色には誰もが共通するイメージがあり、メッセージが込められている。該当カットの状況を把握し、色味が持つ心理的・視覚的効果を踏まえてイメージ背景画を描写することになる。
ハイコン背景
ハイコン背景とは、「ハイコントラスト背景」の略称であり、雷や稲妻や爆発などの一瞬にして強い光を感じさせるようなコントラストのある場面を表現する背景画である。
強い光を表現することが重要で、光源の状況を把握し、明るい部分と暗い部分の差を大きくし、ハイコン背景画を描写することになる。
例として、光が当たっている部分を白っぽく、暗い部分（影を含む）を暗くし（場合によっては黒）、明度差をつけて表現する。
ハーモニー
ハーモニーとは、演出的に臨場感や期待感や画面に深みを与えたいときなどに表現する背景画である。そのため、キャラクターや画面を強調する効果が得られる。
キャラクターの部分も背景の方で着彩するので、「背景」と「線のみトレスされたセル」を重ねて1枚の止め絵的な背景画となる。
また、キャラクターも背景と同じような質感で表現されるため、絵画的なタッチまたは劇画調の雰囲気でハーモニーを描写することになる。
ハーモニーの完成度は背景画を描写する担当者の個性に委ねられ、印象派の油絵のようなハーモニーもある。

## 背景美術
アニメ制作における背景美術は作品世界の風景部分をデザインし描画するセクションである。
背景美術は空間を構築する美術設定、シーンごとに空間を色づける美術ボード、カットごとに実際の絵を描く背景の3つに分かれる。

### 美術設定
アニメ制作における美術設定（）は作品空間をモノクロ線画で表現した絵、およびこれをデザインする工程・役職である。
実在する世界をカメラで撮影できる実写作品と異なり、アニメは作品世界を1から構築し視覚化する必要がある。そのために描かれる地形・建物・部屋・小物といった作品世界内の空間のデザインが美術設定である（⇒ #美術設定画）。またこれをデザインする工程・役職も美術設定と呼ばれる。監督のディレクションのもと空間を1から設計しそれを美術設定画としておこすため、知識・構想力・画力を要する。監督のディレクションに基づいて美術設定が描き、この美術設定図は各背景セクションおよび絵コンテ・レイアウトで利用される。

#### 美術設定画
美術設定画（）は作品世界内の空間をモノクロ線画で表現した画である。単に設定画（）とも。

### 美術ボード
アニメ制作における美術ボード（）はシーンの空間を色付きで表現した見本素材、およびこれを描く工程・役職である。
美術ボードは各シーンの空間を色付きで表現した見本素材である。またモノクロ線画の美術設定画に着彩して見本素材を描く工程・役職も美術ボードと呼ばれる。美術ボードは色付きであるため、シーンの全体の明るさや時間、オブジェクトの材質や質感を表現している。同じ空間（=同じ美術設定図）であってもシーンの季節・天気・時間帯・演出意図等によってカラーは異なるため、各シーンそれぞれに美術ボードが用意される。背景は美術ボードを見本として背景原図に沿った視点・詳細度の背景図を描く。美術ボードは美術監督（あるいは専任担当）によって作成される。

### 背景（アニメ制作）
アニメ制作における背景（）は作品世界の風景にあたる絵素材、およびこれを描く工程・役職である。

#### 素材としての背景
アニメ素材における背景（）は作品世界の風景にあたる絵素材である。BGとも（以下 BG と表記する）。
BGは着彩され実際の画面に表示される風景部分の絵である。1枚絵を基本とし、必要に応じてBOOKなどの処理がおこなわれる。各カットに1枚を基本とするため、テレビアニメ1話であれば300枚ほどのBGが作成され、この膨大な背景画があってこそそこで動くキャラクターが生きてくる。

#### 工程としての背景
アニメ制作工程における背景（）は作品世界の風景にあたる絵素材を描く工程である。
背景打ち合わせで示された方向性に従い、美術ボードを参照しながら背景原図で指定された構図の BG を作成する。

##### 背景打ち合わせ
背景打ち合わせ（）は背景の方向性を打ち合わせる工程である。背景打ち、背打ちとも。
背景打ちは美術ボードと背景原図をもとにBGの方向性を打ち合わせる工程である。背景打ちは演出・美術監督・設定制作・制作進行によりおこなわれる。打ち合わせは背景へ伝えられ、実際のBGが描画される。
色打ちと一体で色背打ちとしておこなわれる場合が多い。

#### 役職としての背景
アニメ制作職における背景（）は作品世界の風景にあたる絵素材を描く役職である。美術、背景マン、背景スタッフとも。
背景マンは背景美術セクションにおけるキャリアスタートとなることが多い。背景美術が作品全体で一貫したスタイルを保持する必要があるため、背景には絵として高い完成度を実現しかつ個性を主張しすぎないことが求められる。

## 背景ボード
写真撮影をする際に使用するボードのこと。撮影する作品や商品をより良く見せるための効果として背景ボードを使用する。